# Peter Utzschneider
Peter Utzschneider, född 6 mars 1946 i Murnau am Staffelsee, är en tysk före detta bobåkare som tävlade för Västtyskland.
Utzschneider blev olympisk guldmedaljör i tvåmansbob vid vinterspelen 1972 i Sapporo.